# Otto Kruger

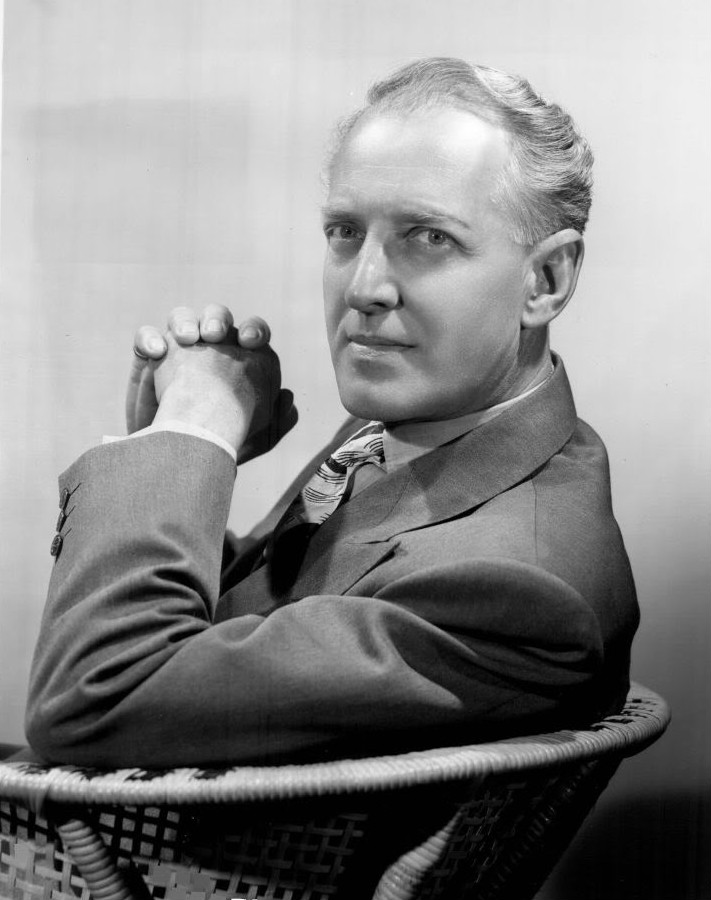
Otto Kruger em 1955.

Otto Kruger (Toledo, 6 de setembro de 1885 - Los Angeles, 6 de setembro de 1974) foi um ator estadunidense. Ele era o sobrinho-neto do presidente sul-africano Paul Kruger.

## Biografia
Nascido em Toledo, Ohio, Kruger era descendente de alemães. Ele era filho de Bernard Alben Kruger e Elizabeth Winers Kruger e o sobrinho-neto do pioneiro e presidente sul-africano Paul Kruger.
Consagrou-se como ator da Broadway, além disso também fez sucesso no cinema, onde apareceu em filmes como Sabotador dirigido por Alfred Hitchcock. Ele também apareceu na série de televisão Perry Mason, da CBS, entre outros programas de TV.

## Vida pessoal
Em 20 de março de 1920, Kruger se casou com a atriz da Broadway Susan "Sue" MacManamy (1892–1976). Sua filha, Ottilie Kruger (1926–2005),  também foi atriz e foi a primeira esposa do pioneiro cinematógrafo Gayne Rescher.
Kruger morreu em Woodland Hills, Califórnia , no dia do seu 89º aniversário. Ele recebeu duas estrelas na Calçada da Fama de Hollywood; uma por seu trabalho na televisão e outra por seu trabalho no cinema.